# Vanessa Paterlini
Pour les articles homonymes, voir Paterlini.
Vanessa Carla Paterlini, née le 28 novembre 1978 à Ribeirão Preto, Brésil est une joueuse brésilienne de volley-ball. Elle mesure 1,91 m et évolue au poste de centrale.

## Clubs
| Club                            | Pays    | De        | À         |
| ------------------------------- | ------- | --------- | --------- |
| Recreativa Ribeirão Preto.      | Brésil  | 1996-1997 | 1998-1999 |
| Tênis Clube São José dos Campos | Brésil  | 1999-2000 | 2000-2001 |
| S.E.B Brusque                   | Brésil  | 2001-2002 | 2001-2002 |
| Tênis Clube São José dos Campos | Brésil  | 2002-2003 | 2002-2003 |
| Minetti Infoplus Vicence        | Italie  | 2003-2004 | 2003-2004 |
| Macaé sports                    | Brésil  | 2004-2005 | 2004-2005 |
| Ticinocom Bellinzona            | Suisse  | 2005-2006 | 2005-2006 |
| CV Allicante 2000               | Espagne | 2006-2007 | 2006-2007 |
| Vandœuvre Nancy VB              | France  | 2007-2008 | …         |